# 拉塞爾·諾曼
拉塞爾·諾曼（Russel William Norman，1967年6月2日—）是紐西蘭的一位政治人物。他曾經是紐西蘭國會的議員和紐西蘭綠黨的共同黨魁。2015年10月，他辭去了國會議員的職務。